# كالكاتا
كالكاتا هي بلدة وكومونا تقع في مقاطعة فيتيربو، إيطاليا..